# 凯特·赫弗南
凯特·赫弗南（英語：Kate Heffernan，1999年10月7日—），新西兰女子板球、篮网球运动员。她曾代表新西兰国家队参加2022年英联邦运动会篮网球比赛，获得一枚铜牌。